# Bundesautobahn 562
De Bundesautobahn 562 is een korte Duitse autosnelweg in het oosten van de Duitse stad Bonn. De weg verbindt het zuidoosten van de stad met de Bundesautobahn 59.
De weg is 3,0 km lang en heeft drie op- en afritten, aan de zuidwestkant gaat de weg over op de Nahum-Goldmann-Allee en aan de noordoostkant door middel van een knooppunt op de Oberkasseler Straße en de Bundesautobahn 59. In het middengedeelte van het traject gaat de weg over de Rijn bij Rkm 651,3.